# Dead Memories
Dead Memories - trzeci singel amerykańskiej grupy Slipknot z ich czwartego albumu All Hope Is Gone. Został wydany 1 grudnia 2008 roku. Do piosenki został nagrany teledysk w reżyserii P.R. Browna.

## Lista utworów
1. "Dead Memories" (Edit) – 3:41
2. "Dead Memories" (Alternate Edit) – 4:00
3. "Dead Memories" (Album Version) – 4:28